# Edgar Ascher
Edgar Ascher (* 6. Januar 1921 in Győr, Ungarn; † 28. Juli 2006 in Genf, Schweiz) war ein Schweizer Physiker, Kristallograph und Mineraloge jugoslawischer Abstammung (aus Tišina bei Sisak, Kroatien), der vor allem am Advanced Studies Center des Battelle-Instituts in Genf tätig war.

## Leben und Werk
Ascher wuchs in Wien auf. Als er eine höhere Schule besuchte, verliess seine jüdische Familie Österreich, um dem drohenden Holocaust zu entkommen. Sein Abitur absolvierte er 1939 in kroatischer Sprache in Zagreb. Nachdem diese Stadt am 10. April 1941 durch die deutsche Armee besetzt wurde, zog die Mutter mit ihren Kindern weiter nach Slowenien. Ein Jahr später flüchteten sie weiter nach Nonantola in der Provinz Modena in Italien, wo Ascher ein Jahr lang in der Villa Emma als jugendlicher (Hilfs-)Betreuer der Kinder unterkam, bevor diese mit Hilfe der Bevölkerung und von Schmugglern in die Schweiz gebracht wurden. Ascher traf sich mit Mutter und Schwester, die anderswo untergekommen waren, und sie vollbrachten denselben Kraftakt in eigener Regie.
In der Schweiz konnte Ascher dank eines Stipendiums an den Universitäten Basel und Lausanne studieren. 1949 erwarb er das Lizentiat in Physik, und 1954 doktorierte er bei Albert Perrier an der EPUL (Vorläuferin der EPFL) zum Hall-Effekt in ferromagnetischen Fe-Ni-Legierungen.
Anschliessend ging er zum Battelle Forschungsinstitut in Genf, wo er während mehr als 25 Jahren tätig war, ab 1967 in der Forschungsgruppe Advanced Studies Center. Besonders gut waren die Beziehungen zu den Kollegen Aloysio Janner, nachmals Professor für Theoretische Physik an der Katholischen Universität Nijmegen (heute Radboud-Universität Nijmegen), Hans Schmid, später Professor für Anorganische Angewandte Chemie, Festkörperchemie und Materialwissenschaften an der Universität Genf. Ein Mitarbeiter von Ascher war Hans Grimmer, der 1968 zu Battelle kam, später Titularprofessor für Kristallographie an der Universität Zürich wurde und am Paul Scherrer Institut arbeitete. Diese Beziehungen blieben zeitlebens bestehen. Eine Liste aller fachspezifischen Arbeiten von Ascher, nach Jahrzehnten geordnet, findet sich auf seiner Gedenkseite.
Er war Gründungsmitglied und zweiter Präsident der 1968 gegründeten Schweizerischen Gesellschaft für Kristallographie.

## Publikationen
Die meisten seiner für Kristallographie und Festkörperphysik bedeutenden Arbeiten erschienen zwischen 1964 und 1969. Gemeinsam mit Aloysio Janner wandte er moderne algebraische Methoden zur Untersuchung der Struktur kristallographischer Raumgruppen und später relativistischer Symmetriegruppen von Systemen mit räumlicher und zeitlicher Periodizität an.
In Zusammenarbeit mit Hans Schmid beschäftigte er sich mit Boraziten und ihren elektrischen, magnetischen und magnetoelektrischen Eigenschaften, was in der Demonstration der Koexistenz von spontaner Magnetisierung und Polarisation in Boraziten mit 3d-Übergangsmetallen gipfelte.
Er bestimmte die Tensoren der Heesch-Shubnikov-Punktgruppen, die die bilinearen magnetoelektrischen Effekte ermöglichten. Er leitete Ober- und Untergrenzen des magnetoelektrischen Suszeptibilitätstensors und Obergrenzen für verschiedene andere elektrische und magnetische Eigenschaften ab. Und er untersuchte schon vor einem halben Jahrhundert die Eigenschaften von Spontanströmen, bestimmte die entsprechenden 31 Magnetpunktgruppen für Kristalle, die einen zeitlich ungeraden Polarvektor zulassen, und sagte verwandte neue Phänomene voraus. Später erweiterte er diese Ergebnisse auf die Beschreibung kinetoelektrischer und kinetomagnetischer Effekte in Kristallen. In den letzten Jahren haben diese 31 Gruppen große praktische Bedeutung erhalten, da sie jene magnetoelektrischen Kristalle beschreiben, die ein spontanes toroidales Moment ermöglichen. Zwei wichtige Arbeiten folgten dann noch 1977 und betrafen Symmetrieaspekte von Phasenübergängen.
Ascher war in einer Reihe von Sprachen versiert/sattelfest und wurde von vielen renommierten Institutionen in Europa zu Fachvorträgen eingeladen. An der École polytechnique fédérale de Lausanne (ETH Lausanne) hielt er Anfang der 1970er-Jahre eine ausgezeichnete Vorlesungsreihe über „Erweiterungen und Kohomologie von Gruppen“ (Extensions et Cohomologie de groupes) unter Anwendung auf kristallographische Raumgruppen, und er las über „Grenzen des Wachstums: Methodische Überlegungen zum ‚Weltmodell‘ von Forrester“. Eine weitere Vorlesungsreihe hiess „Mathematische Modelle und zeitgenössische Probleme“ (Modèles mathématiques et problèmes contemporains). In diesem Zeitraum bot ihm die École polytechnique fédérale de Lausanne (ETH Lausanne/EPFL) eine Professur an, die er jedoch ablehnte.
Gegen Ende der 1970er-Jahre begann sich Aschers langjähriges Interesse an philosophischen und psychologische Themen und speziell der Forschungstätigkeit von Jean Piaget (Leiter des Internationalen Zentrums für genetische Erkenntnistheorie, 1955–1985, an der Universität Genf) auch in Publikationen niederzuschlagen.
Herausforderungen, die in diesem Zeitraum in den Vereinigten Staaten an das Forschungsinstitut Battelle herangetragen wurden, im Zusammenhang mit dessen Gemeinnützigkeitsstatus, führten schliesslich zu einer Redimensionierung der Forschungsstätten des Instituts in Europa. Ascher verlor seine Arbeitsstelle. Von diesem Zeitpunkt an bis zum Rentenalter war er dem Departement Theoretische Physik der Universität Genf angegliedert, wo er vom Schweizerischen Nationalfonds geförderte Projekte umsetzte, und von wo aus er Lehraufträge an der École polytechnique fédérale de Lausanne wahrnahm.
Die Publikationen Aschers zu philosophischen und psychologischen Themen beginnen 1979, mit einem Text, der mit mathematischen Überlegungen zu Reihen ganzer Zahlen anfängt und die Verquickung der drei Themenbereiche deutlich macht. Die nächsten zwei Jahrzehnte beschäftigte er sich hauptsächlich mit diesem Themenkreis.

## Würdigungen
Zum 80. Geburtstag 2001 widmete ihm Hans Schmid, im Sinne einer Überraschung, seine Publikation On Ferrotoroidics and Electrotoroidic, Magnetotoroidic and Piezotoroidic Effects.
Nach Aschers Tod fand anlässlich des XXI Congress of the International Union of Crystallography vom 23. bis 31. August 2008 in Osaka (Japan) ein Mikrosymposium (MS 89) statt mit dem Titel Space groups and their generalizations: A tribute to E. Ascher and J. J. Burckhardt, organisiert von der IUCr Commission on Mathematical and Theoretical Crystallography und geleitet von Hans Grimmer (PSI) und Massimo Nespolo. Für diesen Anlass verfasste Aloysio Janner eine illustrative Präsentation über Experiencing Space Groups.
Im selben Jahr widmete Hans Schmid dem Andenken Aschers eine weitere Publikation mit dem Titel Some symmetry aspects of ferroics and single phase multiferroics.